# Wladimir Weniaminowitsch Koslow
Wladimir Weniaminowitsch Koslow, russisch Владимир Вениаминович Козлов,  (* 9. August 1904 in Moskau; † 12. Dezember 1975 ebenda) war ein russischer Chemiker.
Koslow war der Sohn eines Apothekers und studierte ab 1923 am Chemisch-Technologischen Institut Mendelejew in Moskau mit dem Diplom-Abschluss 1929. Er ging dort in die Abteilung Farbstoffe und wurde 1935 promoviert und habilitierte sich 1946. Danach war er dort Professor für Farbstoffchemie. 1949 wurde er Professor für organische Chemie am volkswirtschaftlichen Institut Plechanow.
Neben Farbstoffen (Azofarbstoffe, Alizarinfarbstoffe, Naphthalin-Farbstoffe) und deren Zwischenprodukten (Sulfone, Nitrosulfonsäuren, Nitroselensäuren) befasste er sich mit Chemiegeschichte.

## Schriften
- Geschichte der chemischen Gesellschaft der UdSSR, 1958 (russisch)
- Die technische Chemie im Schaffen Lomonossows (russisch), 1961
- 100 Jahre chemische Gesellschaft Mendelejew, 1968 (russisch)
- Säurefarbstoffe 1972 (russisch)
- Direktfarbstoffe 1972 (russisch)

| Personendaten    | Personendaten                    |
| ---------------- | -------------------------------- |
| NAME             | Koslow, Wladimir Weniaminowitsch |
| KURZBESCHREIBUNG | russischer Chemiker              |
| GEBURTSDATUM     | 9. August 1904                   |
| GEBURTSORT       | Moskau                           |
| STERBEDATUM      | 12. Dezember 1975                |
| STERBEORT        | Moskau                           |